# Duizendbladdwergspanner
De duizendbladdwergspanner (Eupithecia millefoliata) is een nachtvlinder uit de familie van de spanners (Geometridae). 

## Kenmerken
De voorvleugellengte bedraagt tussen de 12 en 13 mm. De basiskleur van de voorvleugel is bruin, met een duidelijke middenstip. Bij de vleugelrand loopt een witte golvende dwarslijn.

## Levenscyclus
De duizendbladdwergspanner gebruikt duizendblad als waardplant. De rups is te vinden van augustus tot in november. De soort overwintert als pop. Er is jaarlijks een generatie die vliegt van halverwege juni tot in augustus.

## Voorkomen
De soort komt verspreid van Europa en Klein-Azië tot in Siberië.  De duizendbladdwergspanner is in Nederland en België een zeldzame soort. 